# 依上村
依上村（よりがみむら）は茨城県久慈郡にかつて存在した村である。

## 地理
- 現在の大子町の西部に位置する。
- 村の中央には久慈川の支流押川が流れている。
- 八溝山地に位置し、村域は山がちな地形になっている。
- 村は栃木県との県境に位置する。

## 歴史
村名はかつて存在した依上郷に由来する。依上郷は戦国時代までは陸奥国高野郡（現在の福島県東白川郡の前身）に属していたが、豊臣政権の時に佐竹氏の支配地として常陸国に編入された。

### 村域の変遷
- 1889年（明治22年）4月1日 - 町村制施行により、芦野倉村・塙村・田野沢村・上金沢村・下金沢村・相川村・初原村・槇野地村・左貫村が合併し久慈郡依上村が発足。
- 1890年（明治23年）7月3日 - 依上村の一部（初原・槇野地・左貫）が分立し佐原村が発足。
- 1955年（昭和30年）3月31日 - 依上村は大子町・袋田村・宮川村・佐原村・黒沢村・生瀬村・上小川村と下小川村の一部（西金・盛金の一部）とともに合併し大子町が発足。依上村は消滅。

変遷表
| 1868年 以前 | 1868年 以前 | 明治22年 4月1日 | 明治23年 7月3日 | 昭和30年 3月31日 | 現在   |
| ----------- | ----------- | --------------- | --------------- | ---------------- | ------ |
|             | 芦野倉村    | 依上村          | 依上村          | 大子町           | 大子町 |
|             | 塙村        | 依上村          | 依上村          | 大子町           | 大子町 |
|             | 田野沢村    | 依上村          | 依上村          | 大子町           | 大子町 |
|             | 上金沢村    | 依上村          | 依上村          | 大子町           | 大子町 |
|             | 下金沢村    | 依上村          | 依上村          | 大子町           | 大子町 |
|             | 相川村      | 依上村          | 依上村          | 大子町           | 大子町 |
|             | 初原村      | 依上村          | 佐原村 分立     | 大子町           | 大子町 |
|             | 槇野地村    | 依上村          | 佐原村 分立     | 大子町           | 大子町 |
|             | 左貫村      | 依上村          | 佐原村 分立     | 大子町           | 大子町 |

## 大字
- 芦野倉（あしのくら）
- 塙（はなわ）
- 田野沢（たのさわ）
- 上金沢（かみかねさわ）
- 下金沢（しもかねさわ）
- 相川（あいかわ）

## 人口・世帯

### 人口
総数 [単位： 人]
| 1891年（明治24年） | 2,317 |
| 1914年（大正 3年） | 3,168 |
| 1920年（大正 9年） | 3,122 |
| 1935年（昭和10年） | 3,463 |
| 1950年（昭和25年） | 4,291 |

### 世帯
総数 [単位： 世帯]
| 1920年（大正 9年） | 675 |
| 1935年（昭和10年） | 597 |
| 1950年（昭和25年） | 736 |